# Promachus adamsii
Promachus adamsii là một loài ruồi trong họ Asilidae. Promachus adamsii được Ricardo miêu tả năm 1920.